# KRT26
KRT26 هوَ كيراتين يُشَفر بواسطة جين KRT26 في الإنسان.